# Medeola wirgińska
Medeola wirgińska (Medeola virginiana L.) – gatunek wieloletnich, ziemnopączkowych roślin zielnych z monotypowego rodzaju medeola (Medeola L.) z rodziny liliowatych, występujący we wschodniej Ameryce Północnej, introdukowany na Bermudach. Zasiedla wilgotne zbocza i lasy mieszane. Występuje na wysokości do 1600 m n.p.m.
Nazwa naukowa rodzaju pochodzi od mitycznej Medei, żony Jazona; epitet gatunkowy odnosi się do stanu Wirginia w Stanach Zjednoczonych.

## Morfologia
Pęd podziemnyJednoroczne, stożkowe, białe, bulwopodobne kłącze, o rozmiarach 3–8×1 cm.
ŁodygaPęd naziemny nierozgałęziony, smukły, o długości od 20 do 90 cm.
LiścieLiście położone w dwóch okółkach, siedzące lub krótkoogonkowe. Okółek proksymalny złożony z od 5 do 12 liści o blaszkach podługowato-odwrotnielancetowatych, całobrzegich, o wymiarach 6–16×1,5–5 cm. Okółek dystalny złożony z 3–5 liści o blaszce jajowatej, zaokrąglonej u nasady, o wymiarach 2,5–5×1,5–4 cm.
KwiatyKwiaty zebrane po 2–9 w baldachowaty kwiatostan. Okwiat pojedynczy, sześciolistkowy. Listki okwiatu o długości 6–10 mm, podobnej wielkości, żółtawo-zielone, odchylone. Pręciki o podługowatych główkach. Zalążnia górna, trójkomorowa, przechodząca w trzy odchylone szyjki słupka, często purpurowe. Szypułki zwisłe lub rozpostarte w okresie kwitnienia, wzniesione w czasie owocowania.
OwoceCiemnopurpurowe do czarnych, kuliste jagody, o średnicy 5–14 mm.
GenetykaLiczba chromosomów 2n = 14.

## Systematyka
Pozycja systematyczna
Według Angiosperm Phylogeny Website (aktualizowany system APG IV z 2016) rodzaj zaliczany jest do podrodziny Lilioideae w rodzinie liliowatych Liliaceae, należącej do kladu liliowców w obrębie jednoliściennych. 
W systemie Takhtajana z 1997 i w systemie Reveala z 1999 takson ten tworzył monotypową rodzinę Medeolaceae Takhtajan, 1987.

## Zastosowanie
Rośliny spożywczeKłącze tej rośliny jest jadalne. Ma smak i zapach owoców ogórka.
Rośliny leczniczeLiście medeoli wirgińskiej były używane przez Irokezów jako środek przeciwdrgawkowy u dzieci.